# Stjepan Deverić
Stjepan Deverić (Velika Gorica, 20. kolovoza 1961.), bivši je hrvatski nogometaš, sada nogometni trener.

## Igračka karijera

### Klupska karijara
Deverić je počeo svoju karijeru u zagrebačkom Dinamu u tadašnjoj Saveznoj ligi Jugoslavije 1979. godine. Ostao je u Dinamu do 1984. godine, igrajući u 345 utakmica i postignuvši 158 pogotka. 1984. godine prešao je u splitski Hajduk gdje je ostao do 1987. godine. U tom razdoblju je igrao u 114 utakmica i postigao je 42 pogotka. 
Statistika u Hajduku
| Natjecanje        | Nastupi | Zgoditci |
| ----------------- | ------- | -------- |
| Prvenstvo         | 55      | 15       |
| Kup               | 9       | 9        |
| Superkup          | 0       | 0        |
| Međunarodne       | 11      | 4        |
| Splitski podsavez | 0       | 0        |
| Ukupno            | 75      | 28       |
| Prijateljske      | 39      | 14       |
| Sveukupno         | 114     | 42       |

Prvi mu je službeni nastup (početni sastav) u kupu pobjednika kupova 3. listopada 1984. u Splitu protiv Dinama iz Moskve, kada ujedno postiže i jedan zgodittak. Drugi pogodak postigao je Zlatko Vujović, a završilo je s 2:5.
1987. godine vratio se je u Dinamo i tu ostaje do 1990. godine. Nakon hrvatske neovisnosti, igrao je u inozemstvu, u Sturmu iz Graza (1991. – 1992.) i FC Lebringu.

### Reprezentativna karijera
Bio je član jugoslavenske nogometne reprezentacije na Svjetskom prvenstvu u Španjolskoj 1982. godine, ali nije igrao. Također je bio član momčadi koja je osvojila brončanu medalju na Olimpijskim igrama 1984. godine. Na tim Olimpijskim igrama postigao je 5 pogodaka te je tako postao najbolji strijelac turnira zajedno s Borislavom Cvetkovićem i Danielom Xuerebom te dijele naslov najboljega strijelca. Za Jugoslaviju nastupao je 6 puta.

## Trenerska karijera
Trenirao je NK Zagorec, HNK Segestu, NK Marsoniu, HŠK Zrinjski i bugarsku Belasicu Petrić, koju je preuzeo 14. travnja 2008. godine i spasio od ispadanja. Jedno vrijeme bio je i trener u Dinamovoj Nogometnoj školi Hitrec-Kacijan.